# Ежевика сизая
Ежеви́ка си́зая (лат. Rubus caesius) — вид растений из рода Малина семейства Розовые (Rosaceae). Относится к подроду Ежевика.

## Ботаническое описание

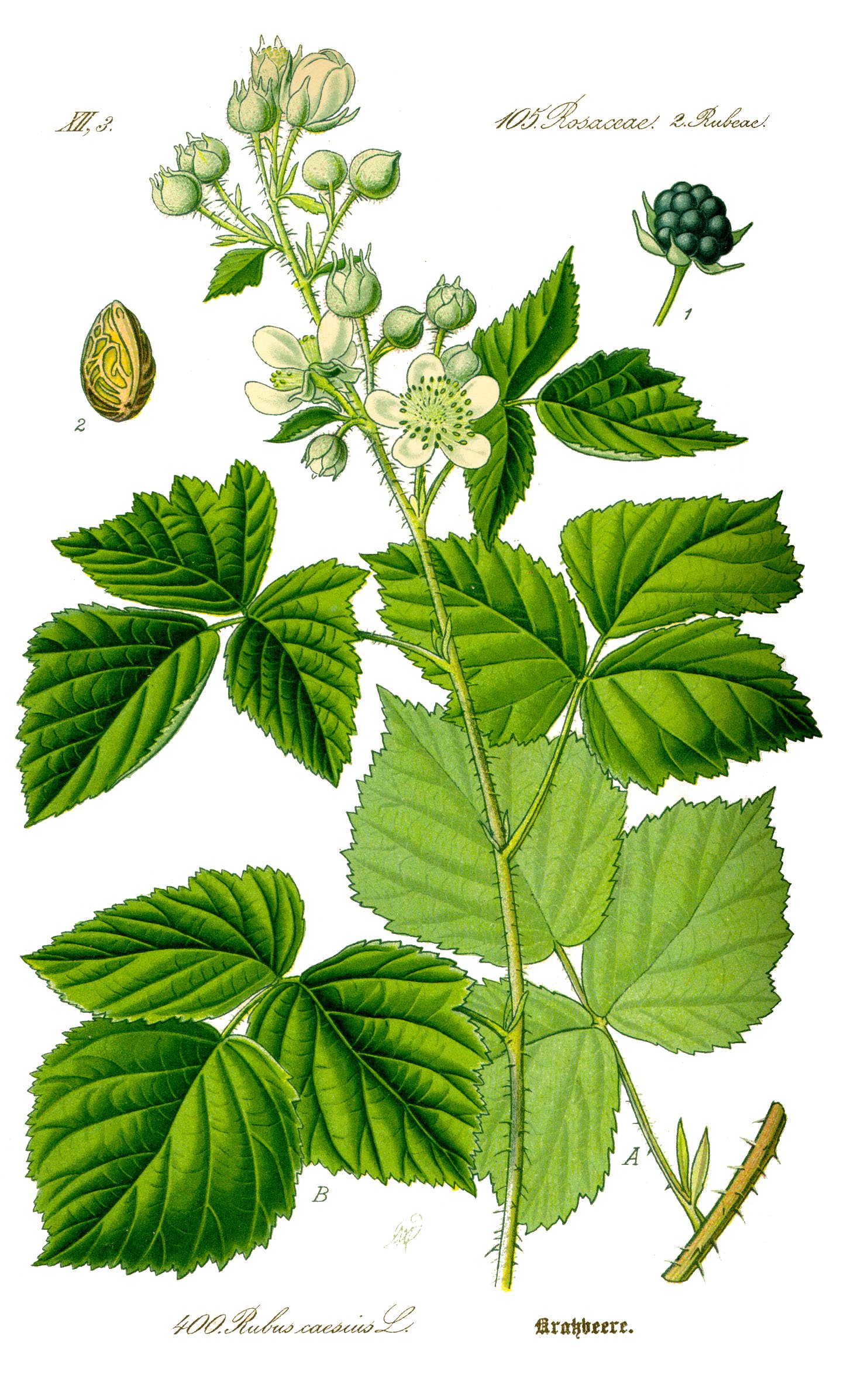

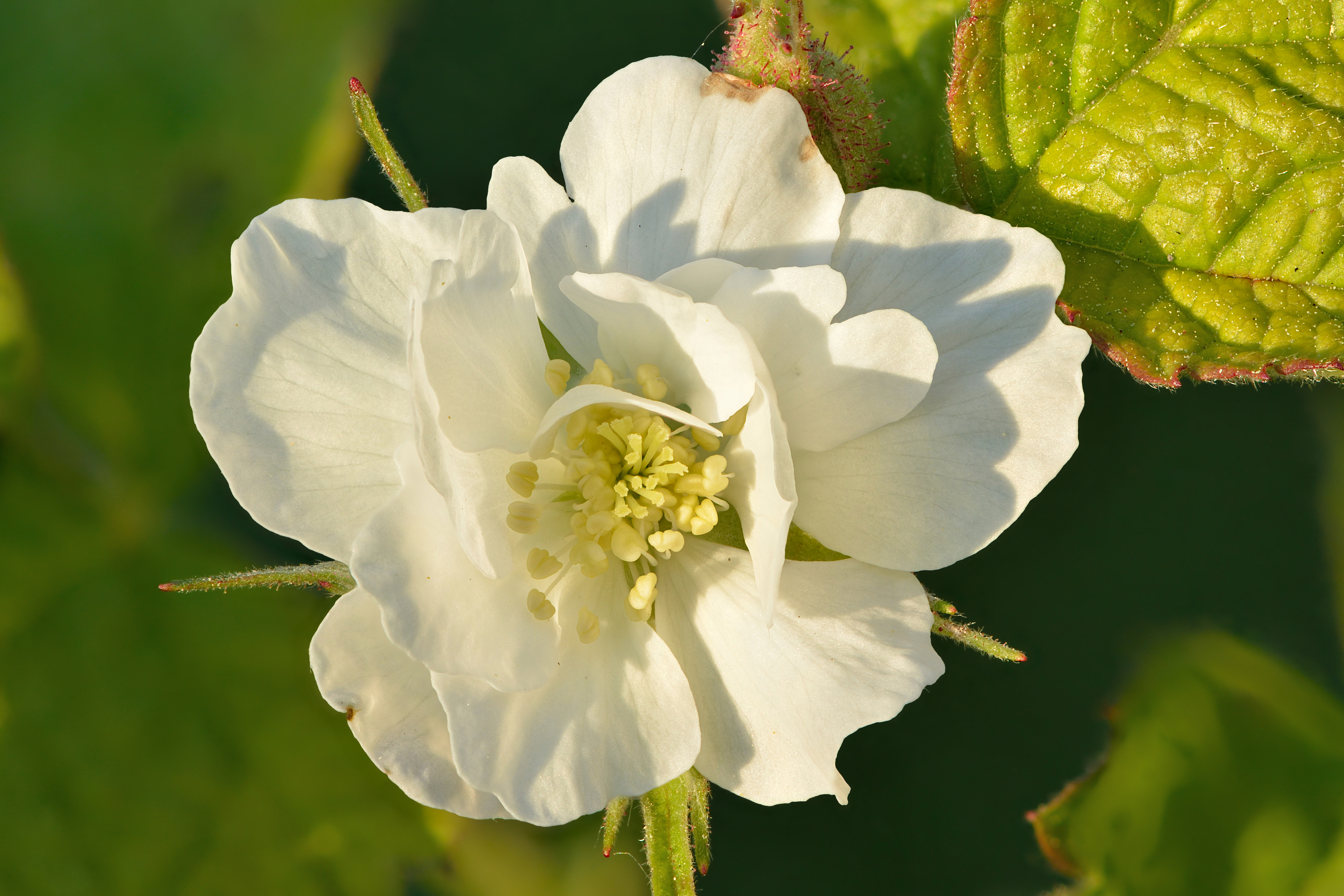
Цветок

Кустарник, достигающий 50—150 см в высоту. Годовалые побеги цилиндрические, с жёлто-зелёными гладкими или опушёнными ветками и многочисленными небольшими шипами неправильной формы.
Листья разделены на три доли, с ланцетными прилистниками и покрытыми шипами черешками 4—7 см длиной, с зубчатыми краями, с обеих сторон опушённые, окрашены в светло-зелёные тона.
Цветки сравнительно большие, с опушёнными зелёными чашечками и белыми, широко-эллипсоидными лепестками. Завязи голые. Тычинки почти равные по длине пестику.
Плоды состоят из немногочисленных костяночек чёрного цвета, покрытых сизым налётом, с крупными приплюснутыми косточками.
Основное цветение с мая по август, после августа — единичное и нерегулярное. Плодоносит ежевика с конца июля по конец сентября, пик приходится на август.

## Распространение и экология
Широко распространена в Европе, Азии и Северной Америке.
Растёт в лесах, среди кустарников, по вырубкам, по берегам ручьев и рек, лесным и пойменным лугам, садам, огородам, часто растёт зарослями.

## Хозяйственное значение и использование
Плоды ежевики сизой сочные, однако обладают менее высокими вкусовыми качествами, чем у других представителей рода. Молодые листья ежевики используются для приготовления суррогата чая.
Плоды в % содержат: 2,9—3,6 глюкозы, 3,1—3,2 фруктозы, 0,3—0,6 сахарозы. Ягоды содержат около 15 мг % аскорбиновой кислоты.
По наблюдениям в Крыму косули поедали листья и верхушки побегов с цветками. Поедается пятнистыми оленями. Сохраняется всю зиму под снегом, поэтому служит зимним кормом для скота и особенно овец с козами.
Ежевика — устойчивый естественный краситель. Сок ягод окрашивает шерсть и хлопок в фиолетовый цвет.
Ежевика сизая даёт пчёлам обильный взяток нектара. Мёдопродуктивность около 20 кг с гектара зарослей. Мёд светлый, иногда с желтоватым оттенком, прозрачный с приятным ароматом.

## Классификация

### Таксономическое положение
- Rubus caesius L., 1753, Sp. Pl. : 493

Вид Ежевика сизая включается в род Малина (Rubus) семейства Розовые (Rosaceae) порядка Розоцветные (Rosales), последовательно входящего в более крупные клады Фабиды → Розиды → Суперрозиды → Эвдикоты → Цветковые растения. Таксономическая схема в соответствии с Системой APG IV по состоянию на июнь 2024 года:
|  |                          |  |                                   |                                   |                   |  | еще 8 семейств | еще 8 семейств |                   |  |  |  | еще 1 802 подтвержденных вида и 4 889 видов, ожидающих подтверждения |
|  |                          |  |                                   |                                   |                   |  | еще 8 семейств | еще 8 семейств |                   |  |  |  | еще 1 802 подтвержденных вида и 4 889 видов, ожидающих подтверждения |
|  |                          |  |                                   | порядок Розоцветные               |                   |  |                |                | род Малина        |  |  |  |                                                                      |
|  |                          |  |                                   | порядок Розоцветные               |                   |  |                |                | род Малина        |  |  |  |                                                                      |
|  | клада Цветковые растения |  |                                   |                                   | семейство Розовые |  |                |                | вид Ежевика сизая |  |  |  |                                                                      |
|  | клада Цветковые растения |  |                                   |                                   | семейство Розовые |  |                |                |                   |  |  |  |                                                                      |
|  |                          |  | ещё 63 порядка цветковых растений | ещё 63 порядка цветковых растений |                   |  |                | еще 116 родов  | еще 116 родов     |  |  |  |                                                                      |
|  |                          |  |                                   | ещё 63 порядка цветковых растений |                   |  |                |                | еще 116 родов     |  |  |  |                                                                      |